# Pommerngans
| Pommerngans             | Pommerngans                                                   |
| Pommerngänse und Gössel | Pommerngänse und Gössel                                       |
| ----------------------- | ------------------------------------------------------------- |
| Herkunft                | Pommern                                                       |
| Standard                | - BDRG seit 1912 - EE                                         |
| Gewicht                 | - Ganter: 8 bis 9 kg - Gans: 7 bis 8 kg                       |
| Farbenschläge           | - Weiß - Grau - Graugescheckt                                 |
| Ringgröße               | 27 mm                                                         |
| Bruttrieb               | sehr gut ausgeprägt                                           |
| Legezeit                |                                                               |
| Legeleistung            | - 20 Stück - Mindesteigewicht: 170 g - Eierschalenfarbe: weiß |
| Liste von Gänserassen   |                                                               |

Die Pommerngans, auch bekannt unter dem Namen Rügener Gans, ist eine sehr alte, große Gänserasse.

## Geschichte
Die Pommerngänse wurden schon zu Beginn des 14. Jahrhunderts von Fürst Witzlaw III. von Rügen besungen, auch der Chronist Thomas Kantzow erwähnte in seiner Pomerania die „Rügenschen Gänse“. Sie werden seit mehreren Jahrhunderten in Pommern, besonders auf Rügen und in der Uckermark, einer Region im nordöstlichen Brandenburg, gehalten, und zwar sowohl auf großen Gütern als auch auf kleineren Höfen. Der Beginn einer planmäßigen Zucht kann um 1300 festgelegt werden. Die Pommersche Gans ist damit jünger als die Emdener Gans, die an der Erzüchtung der Pommerngans beteiligt gewesen sein soll.
Die Rasse als solche wurde 1912 anerkannt. Heute wird sie in ganz Deutschland gezüchtet. Die Pommerngans gehört mittlerweile mit ihren drei Farbenschlägen zu den beliebtesten Gänserassen Deutschlands.

## Merkmale
Die Pommerngans ist eine schwere Gans, sie setzt eine einfache Bauchwamme an. Ihr Körper sollte eiförmig mit breiten Schultern und einem waagerecht, leicht aufrecht getragenen Körper sein. Sie hat einen waagerechten Schwanz mit relativ kurzen Federn, welche alle durchgefärbt sein sollten. Insgesamt wirkt das Gefieder straff und eng anliegend. Es gibt drei Farbenschläge: Grau, Weiß und Graugescheckt. Die Grauen sollten gleichmäßig dunkelgraue, nicht braungraue Federn zeigen. Die Weißen zeigten in den letzten Jahren auf den Ausstellungen die besten Formtiere, jedoch sah man sie immer seltener. Die Graugescheckten, auch als Königsrasse unter den Gänsen angesehen, weisen infolge der Zucht eine hohe Ausfallquote durch die Scheckung auf.
Die Pommerngänse sind ruhige Tiere. Außerdem besitzen sie noch ein sehr gutes Brut- und Maternalverhalten. Dadurch sollten die Gänse auch nicht mehr als 15 Eier legen, da sie in diesem Fall bei der Brut nicht alle Eier unter sich gleichmäßig wärmen können. Bei Naturbrut beträgt die Brutdauer ca. 28 Tage, wobei die Kunstbrut schon 30–31 Tage dauern kann. Grundsätzlich werden die besten Aufzuchterfolge bei Naturbrut erzielt.

## Nutzung
Die Pommerngans ist eine gute Nutzgans mit sehr gutem Fleischansatz. Diese Gänse erreichen ein Gewicht um die 8 kg. Aber auch ohne Mast wurden Exemplare mit einem Schlachtgewicht von 7 bis 9 kg beobachtet. Wie bei allen Gänsen ist die Federqualität sehr gut. Beachten sollte man, dass nur trockengerupfte Federn für die eigenen Betten verwendet werden, da Federn, die gewaschen wurden, ihr natürliches Fett zum großen Teil verloren haben und daher nicht den erwünschten wärmenden Effekt besitzen.

## Farbvererbung

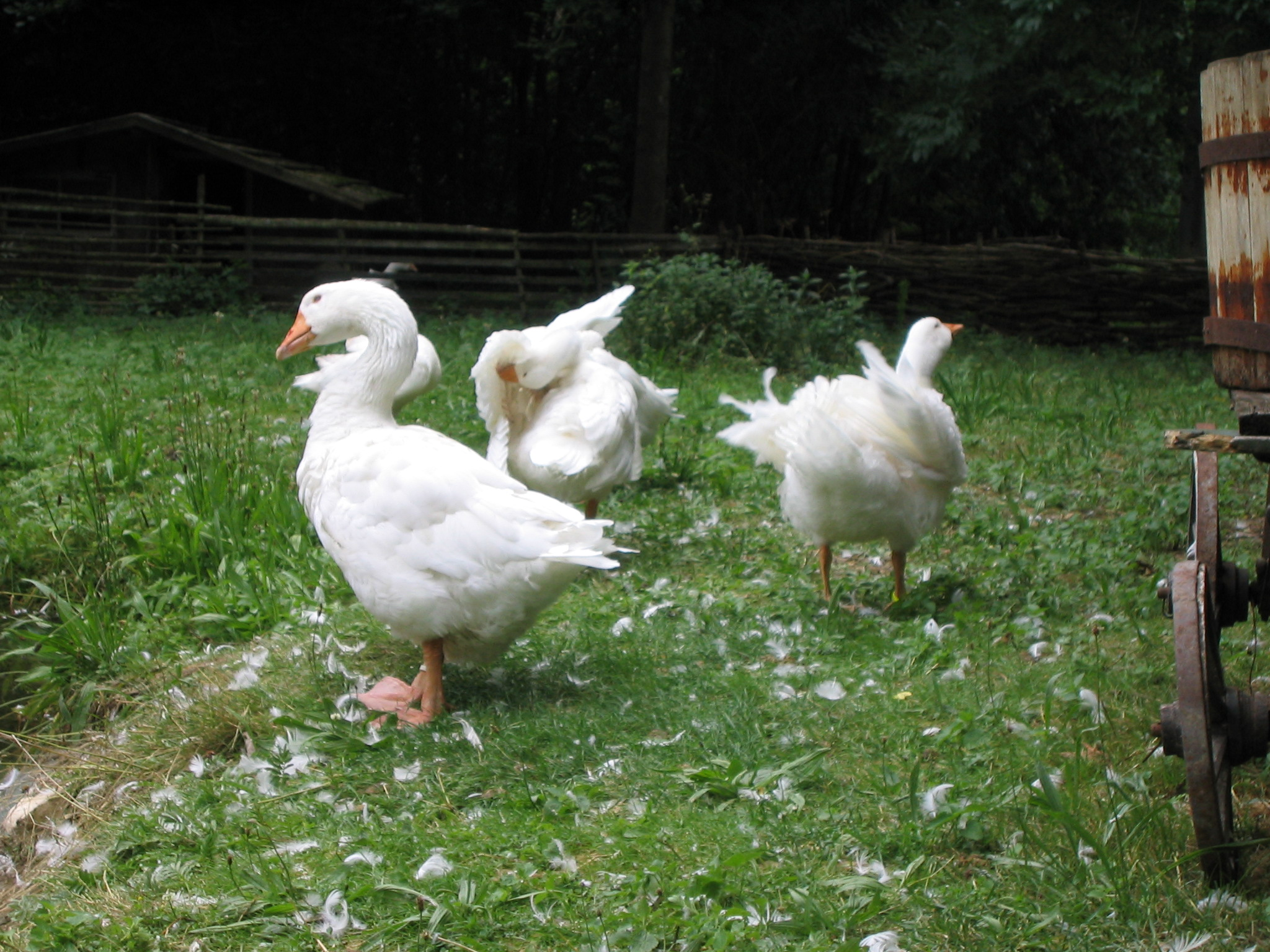
Pommerngans, weiß

Das Merkmal der Farbausprägung bei der Pommerngans ist ein quantitatives Merkmal, das heißt, es wird von mehreren Genorten gleichzeitig beeinflusst.
Um es genauer zu sagen, sind es drei Genorte:
1. Der Farbbildungsfaktor C, welcher für die Ausprägung der jeweils vorhandenen Farbe verantwortlich ist. In seiner rezessiven Form c bewirkt er bei Homozygotie die Ausprägung der Farbe Weiß.
2. Der Faktor für die volle Ausprägung Sp der vorhandenen Farbe. Als rezessives Allel bewirkt er die unvollständige Ausprägung der Farbe, also der sogenannten Scheckung.
3. Der Faktor für die Aufhellung des Gefieders Sd, welcher an der Geschlechtschromosom gebunden ist und somit bei weiblichen Tieren nur einfach vorkommt. Bei allen farbigen Pommerngänsen liegt er als rezessives Allel sd vor.
Aus den oben genannten Betrachtungen ergeben sich folgende Genotypen bei reinerbigen Tiere, wobei immer zu berücksichtigen ist, dass alle weiblichen Vögel, wie auch männliche Säugetiere, nur ein Geschlechtschromosom besitzen.
Graue Pommerngans: Ganter: CCSpSpsdsd bzw. Gans: CCSpSpsd -
Gescheckte Pommerngans: Ganter: CCspspsdsd bzw. Gans: CCspspsd -
Weiße Pommerngans: Ganter: cc- - - - bzw. Gans: cc - - - -
Zur Erklärung: Weiße Gänse besitzen das Allel für keine Farbausbildung cc, das heißt, es ist also egal welche Kombination die Allele für volle Ausprägung und Pigmentverdünnung vorhanden sind, da sowieso keine Farbe ausgebildet werden kann. Somit liegt ein typischer Fall von Epistasie vor: Ein Gen kann die Ausprägung eines oder mehrerer Gene beeinflussen.
Bei grauen Gänsen liegt das Allel für Farbausprägung vor, das heißt, es sind farbige Tiere. Nun betrachten wir uns die Farbausprägung: Volle Farbausprägung und keine Pigmentverdünnung führen zum vollständigen grauen Tier.
Bei gescheckten Gänsen liegt ebenfalls das Allel für Farbausprägung vor, das heißt, es sind farbige Tiere, die jedoch das Allel für unvollständige Farbausprägung, also die Scheckung, und das Allel für keine Pigmentverdünnung besitzen.
Daraus lässt sich nun die Abschätzung folgender Kreuzungsversuche ableiten:
(unabhängig vom Geschlecht betrachtet)
Grau (CCSpSpsdsd) mal Gescheckt (CCspspsdsd) ergibt in der F1 folgenden Genotyp: CCSpspsdsd, also ist eine Gans grau, wobei das Gen für die volle Farbausprägung heterozygot, mischerbig besetzt ist. Kreuzt man nun die F1 wieder zurück mit dem rezessiven Elternteil, also einer gescheckten Gans, erhält man also im Verhältnis 1:1 graue mischerbige Tiere mit dem Genotyp CCSpspsdsd und gescheckte reinerbige Tiere mit den Genotyp CCspspsdsd.
Die Kreuzung mit weißen Gänsen ist dagegen problematischer, da sich die vorhandenen Gene für volle Farbausprägung (und Pigmentverdünnung) nicht zeigen und daher sich der Genotyp nicht abschätzen lässt. Jedoch sollten bei der Kreuzung zwischen weißen mit cc und farbigen Gänsen mit CC immer farbige Tiere mit Cc erscheinen. Ob diese Tiere nun gescheckt sind oder vollständig grau, hängt natürlich einerseits von dem farbigen Elterntier ab (ist es grau oder gescheckt) und andererseits von dem Genotyp des weißen Tieres, da das Allel für Farbstoffverhinderung, die vielleicht vorhandene Zeichnung nicht zur Ausprägung kommen lässt. Bei Vorhandensein von Spsp oder SpSp entstehen graue Tiere und spsp gescheckte Tiere.